# Liste der Resolutionen des UN-Sicherheitsrates (1973)
Diese Liste der Resolutionen des UN-Sicherheitsrates nennt die 22 vom Sicherheitsrat der Vereinten Nationen im Jahr 1973 verabschiedeten Resolutionen.
| Nummer | Beschluss vom | Gegenstand                                         | Mission |
| ------ | ------------- | -------------------------------------------------- | ------- |
| 325    | 26. Januar    | Bitte von Panama                                   |         |
| 326    | 2. Februar    | Provokation durch Südrhodesien                     |         |
| 327    | 2. Februar    | Sambias Beschluss, Sanktionen zu verhängen         |         |
| 328    | 10. März      | Südrhodesien                                       |         |
| 329    | 10. März      | Sambias Beschluss, Sanktionen zu verhängen         |         |
| 330    | 21. März      | Für Frieden und Sicherheit in Lateinamerika        |         |
| 331    | 20. April     | Die Lage im Nahen Osten                            |         |
| 332    | 21. April     | Die Lage im Nahen Osten                            |         |
| 333    | 2. Mai        | Südrhodesien                                       |         |
| 334    | 16. Juni      | Über die Verlängerung der Stationierung in Zypern  |         |
| 335    | 2. Juni       | Aufnahme neuer Mitglieder der Vereinten Nationen   |         |
| 336    | 18. Juli      | Neues Mitglied des UN-Sicherheitsrates Die Bahamas |         |
| 337    | 15. August    | Zur Beschlagnahme eines libanesischen Airliner     |         |
| 338    | 22. Oktober   | Waffenstillstand im Nahen Osten                    |         |
| 339    | 23. Oktober   | Waffenstillstand zwischen Ägypten und Israel       |         |
| 340    | 25. Oktober   | UN Emergency Force für den Nahen Osten             | UNEF II |
| 341    | 27. Oktober   | Über die Einrichtung einer UNEF                    |         |
| 342    | 11. Dezember  | Die Situation in Namibia                           |         |
| 343    | 14. Dezember  | Die Zypern-Frage                                   |         |
| 344    | 15. Dezember  | Friedenskonferenz im Nahen Osten                   |         |